# Arxiu Comarcal de l'Anoia
L'Arxiu Comarcal de l'Anoia (ACAN) va ser creat l'any 1982 pel Departament de Cultura de la Generalitat de Catalunya i l'Ajuntament d'Igualada amb la denominació d'Arxiu Històric Comarcal d'Igualada a partir dels fons documentals de l'Arxiu Municipal d'Igualada. Forma part de la Xarxa d'Arxius Comarcals (XAC) i del Sistema d'Arxius de Catalunya (SAC). La seva condició de comarcal fa que abraci tota la documentació generada per entitats públiques i privades.

## Història
El 10 de setembre de 1982 es va signar el conveni de creació de l'arxiu, que aleshores va rebre el nom d'Arxiu Històric Comarcal d'Igualada. L'arxiu es va inaugurar el 19 de setembre de 1986 i es va ubicar a l'edifici conegut com a Cal Maco, construït l'any 1914, d'estil modernista. El 1990 es va traspassar la gestió de l'arxiu al Consell Comarcal de l'Anoia. L'any 2019, l'Arxiu Comarcal va passar a l'edifici de La Teneria, en unes noves instal·lacions, rehabilitades per l'arquitecte Carles Crespo i Veigas. La seva constitució va representar la institucionalització de l'Arxiu Històric d'Igualada, que ja era accessible al públic, almenys des de 1976, al mateix edifici de l'Ajuntament d'Igualada. Aquest Arxiu Històric comprenia els fons municipals més antics, d'època medieval i moderna, i fons privats que s'havien aplegat, per evitar la seva pèrdua. Inaugurat el 1986, l'arxiu disposa d'una superfície de 1.783 m² útils, amb la finalitat de preservar, conservar, tractar i difondre el patrimoni documental d'àmbit local i comarcal. A més, també desenvolupa una important funció d'agent cultural i social al servei d'Igualada i de l'Anoia. L'arcxiu custòdia documentació pública i privada de l'Anoia d'acord amb el que estableix la llei 10/2001, d'arxius i documents. Els seus fons més destacats són els de l'Ajuntament d'Igualada i ajuntaments de la comarca, Consell Comarcal de l’Anoia, els fons dels departaments de la Generalitat a l'Anoia, els fons notarials i els fons personals i d'empresa. L'arxiu compta amb un fons d'imatges molt rellevant, amb fotografies des de 1870 fins als nostres dies, tant de temàtica documental comarcal com artística, que es complementa amb una biblioteca i hemeroteca especialitzada en fotografia i cinema.

## Quadre de Fons
Conserva el patrimoni documental de la ciutat d'Igualada i de la comarca, estructurat en més de 450 fons documentals amb un volum de 4.300 metres lineals aproximadament, organitzats segons la seva procedència: autonòmica; local; reial i senyorial; notarial; judicial; registral; institucional; religiosa; associativa; comercial; patrimonial; familiar, i personal.
Malgrat que tots els fons documentals presenten el seu interès, cal destacar per la seva antiguitat i integritat, la secció històrica de protocols notarials (1290-1921); l'Ajuntament d'Igualada (1339-2015); els Jutjats d'Igualada (1800-1997); el fons d'imatges (1870-2021); així com nombrosos fons empresarials, d'associacions, patrimonials i personals.

## Documents destacats

### Llibre de Privilegis de la vila d'Igualada

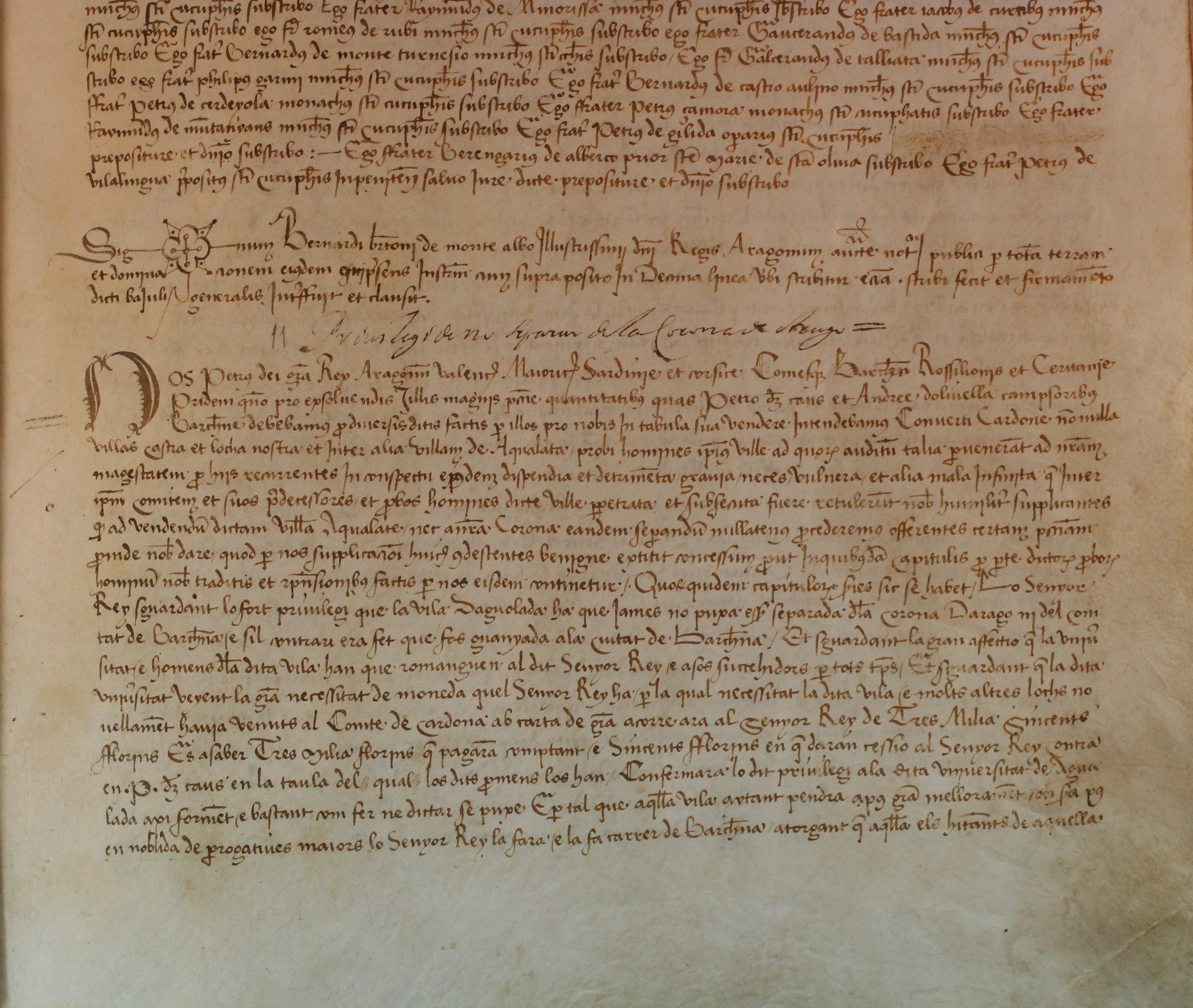
Llibre de Privilegis de la vila d'Igualada

Llibre de Privilegis de la vila d'Igualada, 1234-1589. Llibre relligat amb tapes de fusta recobertes de pell marró amb decoracions geomètrics-florals. Conté la transcripció de 128 privilegis que havia tingut la vila d'Igualada. El primer document és del rei Alfons II de l'any 1291 i el més recent és del 1628. El document transcrit més vegades és el privilegi de passar a ser carrer de Barcelona, amb els seus drets i deures.

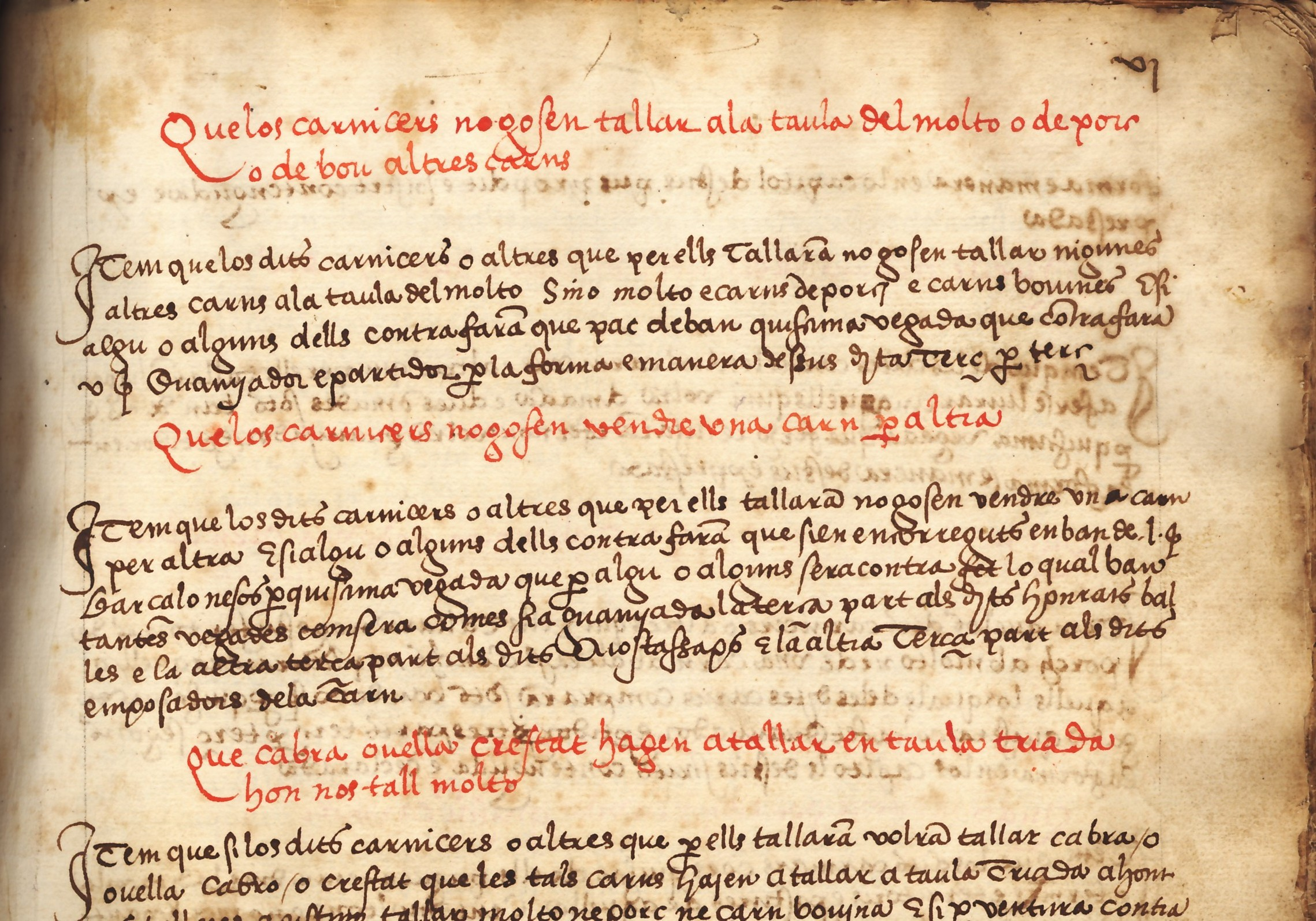
Ordinacions y Capítols del libre de la Mostaçapharia de la vila de Agualada

### Ordinacions y Capítols del libre de la Mostaçapharia de la vila de Agualada
El llibre de la Mostaçafaria és un dels més emblemàtics de l'Arxiu Municipal, ja que constitueix una font d'informació de tot el que es refereix a la vida de la vila, com era el mercat, què s'hi venia i on, a més de fer-hi un extens relat de costums de l'època. El llibre conservat és una compilació feta l'any 1565 de les ordinacions dels segles XIV i XV. Té tapes de fusta recobertes de pell negre amb decoracions florals, amb total de 36 folis de paper. Escrit en català en dues tintes, vermella per als titulars i negra per als textos.

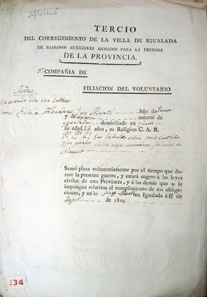
Full d'afiliació voluntària per a la Guerra del Francés

### Full d'afiliació voluntària per a la Guerra del Francès
El document es troba dins de les carpetes anomenades Documentación de la Guerra del Francés y del teniente Antoni Franch. La documentació d'aquesta època va ser recollida, de manera escrupolosa i s'ha conservat íntegrament, amb la qual cosa es pot fer un seguiment exhaustiu dels esdeveniments des de 1808 fins ben entrat el 1814.

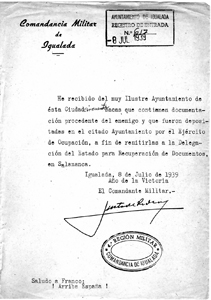
Confiscació de la documentació a l'Ajuntament d'Igualada

### Confiscació de la documentació a l'Ajuntament d'Igualada
Document acreditatiu de les saques i documents confiscats als ajuntaments i que van anar a l'Arxiu de Salamanca, l'any 1939. Forma part de la documentació que des de inicis del segle xx, es van arxivar com a lligalls i que encara avui dia mantenen aquest format. Inclou correspondència, expedients diversos i també impresos locals i forans.

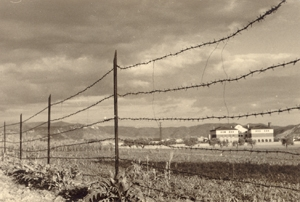
Vista del Poble Sec

### Vista del Poble Sec
El fons d'imatges de l'Arxiu Comarcal de l'Anoia conserva més de 200.000 fotografies. L'Arxiu Fotogràfic Municipal d'Igualada, amb 20.000 imatges catalogades, recull la història de la ciutat, des del punt de vista antropològic, folklòric, social, econòmic i també l'activitat protocol·lària de l'Ajuntament. Per altra banda, els fons de particulars també contenen fotografies, les quals a més de temàtica familiar, festiva, poden tenir una vesant més artística.